# الطواف النسائي للاتحاد الدولي لكرة المضرب – 2015 (يناير–مارس)
الطواف النسائي للاتحاد الدولي لكرة المضرب هي نسخة عام 2015 من الجولة الثانية في لعبة كرة المضرب للمحترفات. تنظمها الاتحاد الدولي لكرة المضرب وهي درجة أقل من جولة رابطة محترفات التنس. يتضمن الطواف العالمي لكرة المضرب النسائية برعاية الاتحاد الدولي لكرة المضرب بطولات بجوائز مالية تتراوح من $15،000 إلى $100،000.

## المواسم
| مواسم الطواف العالمي لكرة المضرب النسائية برعاية الاتحاد الدولي لكرة المضرب | مواسم الطواف العالمي لكرة المضرب النسائية برعاية الاتحاد الدولي لكرة المضرب | مواسم الطواف العالمي لكرة المضرب النسائية برعاية الاتحاد الدولي لكرة المضرب | مواسم الطواف العالمي لكرة المضرب النسائية برعاية الاتحاد الدولي لكرة المضرب | مواسم الطواف العالمي لكرة المضرب النسائية برعاية الاتحاد الدولي لكرة المضرب | مواسم الطواف العالمي لكرة المضرب النسائية برعاية الاتحاد الدولي لكرة المضرب | مواسم الطواف العالمي لكرة المضرب النسائية برعاية الاتحاد الدولي لكرة المضرب | مواسم الطواف العالمي لكرة المضرب النسائية برعاية الاتحاد الدولي لكرة المضرب | مواسم الطواف العالمي لكرة المضرب النسائية برعاية الاتحاد الدولي لكرة المضرب | مواسم الطواف العالمي لكرة المضرب النسائية برعاية الاتحاد الدولي لكرة المضرب |
| تسعينيات القرن العشرين                                                      | تسعينيات القرن العشرين                                                      | تسعينيات القرن العشرين                                                      | تسعينيات القرن العشرين                                                      | تسعينيات القرن العشرين                                                      | تسعينيات القرن العشرين                                                      | تسعينيات القرن العشرين                                                      | تسعينيات القرن العشرين                                                      | تسعينيات القرن العشرين                                                      | تسعينيات القرن العشرين                                                      |
| --------------------------------------------------------------------------- | --------------------------------------------------------------------------- | --------------------------------------------------------------------------- | --------------------------------------------------------------------------- | --------------------------------------------------------------------------- | --------------------------------------------------------------------------- | --------------------------------------------------------------------------- | --------------------------------------------------------------------------- | --------------------------------------------------------------------------- | --------------------------------------------------------------------------- |
| 1994                                                                        | 1995                                                                        | 1995                                                                        | 1996                                                                        | 1997                                                                        | 1998                                                                        | 1999                                                                        |                                                                             |                                                                             |                                                                             |
| العقد الأول من القرن 21                                                     |                                                                             |                                                                             |                                                                             |                                                                             |                                                                             |                                                                             |                                                                             |                                                                             |                                                                             |
| 2000                                                                        | 2001                                                                        | 2002                                                                        | 2003                                                                        | 2004                                                                        | 2005                                                                        | 2006                                                                        | 2007                                                                        | 2008 الربع الأول · الربع الثاني · الربع الثالث                              | 2009                                                                        |
| العقد الثاني من القرن 21                                                    |                                                                             |                                                                             |                                                                             |                                                                             |                                                                             |                                                                             |                                                                             |                                                                             |                                                                             |
| 2010 الربع الأول · الربع الثاني · الربع الثالث · الربع الرابع               | 2011 الربع الأول · الربع الثاني · الربع الثالث · الربع الرابع               | 2012 الربع الأول · الربع الثاني · الربع الثالث · الربع الرابع               | 2013 الربع الأول · الربع الثاني · الربع الثالث · الربع الرابع               | 2014 الربع الأول · الربع الثاني · الربع الثالث · الربع الرابع               | 2015 الربع الأول · الربع الثاني · الربع الثالث · الربع الرابع               | 2016 الربع الأول · الربع الثاني · الربع الثالث · الربع الرابع               | 2017 الربع الأول · الربع الثاني · الربع الثالث · الربع الرابع               | 2018 الربع الأول · الربع الثاني · الربع الثالث · الربع الرابع               | 2019 الربع الأول · الربع الثاني · الربع الثالث · الربع الرابع               |
| العقد الثالث من القرن 21                                                    |                                                                             |                                                                             |                                                                             |                                                                             |                                                                             |                                                                             |                                                                             |                                                                             |                                                                             |
| 2020 الربع الأول · الربع الثاني · الربع الثالث · الربع الرابع               | 2021 الربع الأول · الربع الثاني · الربع الثالث · الربع الرابع               | 2022 الربع الأول · الربع الثاني · الربع الثالث · الربع الرابع               | 2023 الربع الأول · الربع الثاني · الربع الثالث · الربع الرابع               | 2024 الربع الأول · الربع الثاني · الربع الثالث · الربع الرابع               | 2025 الربع الأول · الربع الثاني · الربع الثالث · الربع الرابع               |                                                                             |                                                                             |                                                                             |                                                                             |

## المفتاح
| الفئات      | القيمة المالية |
| بطولات W100 | $100,000       |
| بطولات W75  | $75,000        |
| بطولات W50  | $50,000        |
| بطولات W25  | $25,000        |
| بطولات W15  | $15,000        |
| بطولات W10  | $10,000        |

## الأشهر

### يناير
| الأسبوع   | البطولة                                                                                  | الفائزات                                             | الوصيفات                                   | المتأهلات لنصف النهائي               | المتأهلات لربع النهائي                                                 |
| --------- | ---------------------------------------------------------------------------------------- | ---------------------------------------------------- | ------------------------------------------ | ------------------------------------ | ---------------------------------------------------------------------- |
| ديسمبر 29 | هونغ كونغ ملعب صلب $10،000 قرعة المباريات الفردية والزوجية                               | ميزونو كيجيما 6–2، 6–1                               | أكيكو أوماي                                | تشانغ لينغ تشانغ يوكسوان             | تشوي جي-هي كيوكا أوكامورا جانغ سو جونج فيرا زفوناريفا                  |
| ديسمبر 29 | هونغ كونغ ملعب صلب $10،000 قرعة المباريات الفردية والزوجية                               | مانا أيوكاوا ماكوتو نينوميا 7–6(7–4)، 2–6، [10–7]    | تانغ هوتشين يي كيويو                       | تشانغ لينغ تشانغ يوكسوان             | تشوي جي-هي كيوكا أوكامورا جانغ سو جونج فيرا زفوناريفا                  |
| 5 يناير   | ITF Women's Circuit – هونغ كونغ هونغ كونغ ملعب صلب $50000 فردي – زوجي                    | ميساكي دوي 3–6، 3–6                                  | تشانغ كيلين                                | هان نا-لاي هيروكو كواتا              | ستيفاني فوجت إيكاترينا بيشكوفا نعومي أوساكا تشان يونغ-جان              |
| 5 يناير   | ITF Women's Circuit – هونغ كونغ هونغ كونغ ملعب صلب $50000 فردي – زوجي                    | هان زينيون هسو تشيه يو 6–3، 4–6، [8–10]              | فاراتشايا وونجتينتشاي فرنيا وونجتينتشاي    | هان نا-لاي هيروكو كواتا              | ستيفاني فوجت إيكاترينا بيشكوفا نعومي أوساكا تشان يونغ-جان              |
| 5 يناير   | أنطاليا، تركيا ملعب ترابي $10000 قرعة المباريات الفردية والزوجية                         | آن شافير 0–4، انسحاب                                 | إلكه تيل                                   | ساندي مارتي أنيتا حوساريتش           | أيلا أكسو كريستينا أداميسكو فيكتوريا سميرنوفا بيا تشوك                 |
| 5 يناير   | أنطاليا، تركيا ملعب ترابي $10000 قرعة المباريات الفردية والزوجية                         | أنيتا حوساريتش دانيال ميلز 4–6، 6–4، [10–12]         | آن شافير لينكا وينروفا                     | ساندي مارتي أنيتا حوساريتش           | أيلا أكسو كريستينا أداميسكو فيكتوريا سميرنوفا بيا تشوك                 |
| 12 يناير  | بلانتيشن، الولايات المتحدة ملعب ترابي $25،000 قرعة المباريات الفردية والزوجية            | ساتشيا فيكري 6–3، 6–1                                | سامانثا كراوفورد                           | اليسي ميرتنز داريا كاساتكينا         | إيدينا جالوفيتس هول روبن أندرسون كريستي آهن ماريا إلينا كاميرين        |
| 12 يناير  | بلانتيشن، الولايات المتحدة ملعب ترابي $25،000 قرعة المباريات الفردية والزوجية            | إيرينا خروماتشيفا آسيا محمد 6–2، 6–2                 | يان أبازا ساناز ماراند                     | اليسي ميرتنز داريا كاساتكينا         | إيدينا جالوفيتس هول روبن أندرسون كريستي آهن ماريا إلينا كاميرين        |
| 12 يناير  | شرم الشيخ، مصر ملعب صلب $10،000 قرعة المباريات الفردية والزوجية                          | كاتارينا لينيرت 7–5، 3–6، 6–4                        | إيفا واكانو                                | فرانسيسكا ستيفنسون بيا كونينغ        | ألكساندرينا نايدينوفا سيمونا هينوفا يوكي تاناكا أناستاسيا كوماردينا    |
| 12 يناير  | شرم الشيخ، مصر ملعب صلب $10،000 قرعة المباريات الفردية والزوجية                          | بيا كونينغ إيفا واكانو 4–6، 7–6(7–2)، [10–5]         | كاميلا روساتيلو يوكي تاناكا                | فرانسيسكا ستيفنسون بيا كونينغ        | ألكساندرينا نايدينوفا سيمونا هينوفا يوكي تاناكا أناستاسيا كوماردينا    |
| 12 يناير  | فور دو فرانس، مارتينيك، فرنسا ملعب صلب $10،000 قرعة المباريات الفردية والزوجية           | غلوريا ليانغ 3–6، 6–4، 6–0                           | أليكسا غراهام                              | إيرينا رامياليسون ناومي توتكا        | نيكول فرانكل أليكسيا غواراشي شيرازاد ريكس فيكتوريا بوثيو               |
| 12 يناير  | فور دو فرانس، مارتينيك، فرنسا ملعب صلب $10،000 قرعة المباريات الفردية والزوجية           | أليكسيا غواراشي شيرازاد ريكس 6–2، 6–1                | روزي يوهانسون غلوريا ليانغ                 | إيرينا رامياليسون ناومي توتكا        | نيكول فرانكل أليكسيا غواراشي شيرازاد ريكس فيكتوريا بوثيو               |
| 12 يناير  | شتوتغارت، ألمانيا ملعب صلب (داخلي) $10،000 قرعة المباريات الفردية والزوجية               | أنطونيا لوتنير 3–6، 6–3، 6–2                         | بيمرا أوزجن                                | كارولينا ستوخلا سينا هاس             | دليلا ياكوبوفيتش جوليا تيرزيسكا مارتينا بوريكا كاترينا فانكوفا         |
| 12 يناير  | شتوتغارت، ألمانيا ملعب صلب (داخلي) $10،000 قرعة المباريات الفردية والزوجية               | لينكا كونتشيكوفا كارولينا ستوخلا 6–2، 6–3            | مارتينا بوريكا جيسيكا ماليتشوفا            | كارولينا ستوخلا سينا هاس             | دليلا ياكوبوفيتش جوليا تيرزيسكا مارتينا بوريكا كاترينا فانكوفا         |
| 12 يناير  | مرسى القنطاوي، تونس ملعب صلب $10،000 قرعة المباريات الفردية والزوجية                     | ميرتل جورج 6–4، 6–2                                  | إستيل كاسينو                               | جيسيكا بييري سيلين غيسكيير           | كريستينا هرابالوفا ساندرا سمير أماندين كازو آنا دانيلينا               |
| 12 يناير  | مرسى القنطاوي، تونس ملعب صلب $10،000 قرعة المباريات الفردية والزوجية                     | ميرتل جورج سيلين غيسكيير 6–7(6–8)، 6–2، [10–5]       | كريستينا هرابالوفا فيندولا جوفينكوفا       | جيسيكا بييري سيلين غيسكيير           | كريستينا هرابالوفا ساندرا سمير أماندين كازو آنا دانيلينا               |
| 12 يناير  | أنطاليا، تركيا ملعب ترابي $10،000 قرعة المباريات الفردية والزوجية                        | بيترا أوبرالوفا 6–4، 7–6(7–2)                        | آن شيفر                                    | بيتييا أرشينكوفا أودري ألبي          | أوجيني شابيل شارلوت كلاسِن بيا تشوك إيكاترين جورجودزي                   |
| 12 يناير  | أنطاليا، تركيا ملعب ترابي $10،000 قرعة المباريات الفردية والزوجية                        | آن شيفر لينكا وينروفا 6–4، 6–4                       | أودري ألبي أليس باكي                       | بيتييا أرشينكوفا أودري ألبي          | أوجيني شابيل شارلوت كلاسِن بيا تشوك إيكاترين جورجودزي                   |
| 19 يناير  | دايتونا بيتش، الولايات المتحدة ملعب ترابي $25٬000 قرعة المباريات الفردية والزوجية        | داريا كاساتكينا 6–2، 6–4، 0–6                        | اليسي ميرتنز                               | أرانتشا روس سارا سوريبس تورمو        | باولا كريستينا غونسالفيس صوفيا أرفيدسون أندي دي فرومي سامانثا كراوفورد |
| 19 يناير  | دايتونا بيتش، الولايات المتحدة ملعب ترابي $25٬000 قرعة المباريات الفردية والزوجية        | يان أبازا سناز ماراند 4–6، 3–6، [6–10]               | اليسي ميرتنز أرانتشا روس                   | أرانتشا روس سارا سوريبس تورمو        | باولا كريستينا غونسالفيس صوفيا أرفيدسون أندي دي فرومي سامانثا كراوفورد |
| 19 يناير  | شرم الشيخ، مصر ملعب صلب $10٬000 قرعة المباريات الفردية والزوجية                          | ألكساندرينا نايدينوفا 6–3، 6–4                       | بيا كونينغ                                 | إيدن سيلفا ديسبينا باباميتشايل       | شيهو أكيتا كاثارينا لينهرت يوكي تاناكا بريت جيوكينس                    |
| 19 يناير  | شرم الشيخ، مصر ملعب صلب $10٬000 قرعة المباريات الفردية والزوجية                          | شيهو أكيتا يوكي تاناكا 2–6، 6–7(3–7)                 | كايزا رينالدو بيرسون كارولين روديه-مو      | إيدن سيلفا ديسبينا باباميتشايل       | شيهو أكيتا كاثارينا لينهرت يوكي تاناكا بريت جيوكينس                    |
| 19 يناير  | سان مارتين، غوادلوب، فرنسا ملعب صلب $10٬000 قرعة المباريات الفردية والزوجية              | أوسوي مايتان أركونادا 7–5، 6–3، 1–6                  | فيكتوريا بوثيو                             | نيكول فرنكل ماريا فرناندا ألفيس      | أليكسا غواراشي ماريا فرناندا ألفاريز تيران سونيا مولنار شيرازاد ريكس   |
| 19 يناير  | سان مارتين، غوادلوب، فرنسا ملعب صلب $10٬000 قرعة المباريات الفردية والزوجية              | أليكسا غواراشي أياكا أوكونو 7–5، 6–3                 | لينا ليتفاك سونيا مولنار                   | نيكول فرنكل ماريا فرناندا ألفيس      | أليكسا غواراشي ماريا فرناندا ألفاريز تيران سونيا مولنار شيرازاد ريكس   |
| 19 يناير  | كارست (مدينة)، ألمانيا سجاد (داخلي) $10،000 قرعة المباريات الفردية والزوجية              | كاترينا فانكوفا 2–6، 6–4، 6–4                        | تمارا كورباتش                              | دليلا ياكوبوفيتش أنطونيا لوتنير      | تاييسيا مورديجير جوليا تيرزييسكا صوفي أوين لينا رافر                   |
| 19 يناير  | كارست (مدينة)، ألمانيا سجاد (داخلي) $10،000 قرعة المباريات الفردية والزوجية              | ناتاليا سيدليسكا ماندي واجميكر 3–6، 6–4، [10–4]      | كارولين دانيلز نيكولا جوير                 | دليلا ياكوبوفيتش أنطونيا لوتنير      | تاييسيا مورديجير جوليا تيرزييسكا صوفي أوين لينا رافر                   |
| 19 يناير  | أكتوبي، كازاخستان ملعب صلب (داخلي) $10،000 قرعة المباريات الفردية والزوجية               | إيفا واكينو 2–6، 6–4، 6–1                            | بولينا فينوغرادوفا                         | إيكاترينا ياشينا ألبينا خابيبولينا   | أناستاسيا شيكالكينا إلينا تاراسوفا بولينا نوفيكوفا بولينا مونوفا       |
| 19 يناير  | أكتوبي، كازاخستان ملعب صلب (داخلي) $10،000 قرعة المباريات الفردية والزوجية               | ألبينا خابيبولينا بولينا ميرينكوفا 6–4، 6–1          | ألكسندرا جرينتششينا إيكاترينا كليويفا      | إيكاترينا ياشينا ألبينا خابيبولينا   | أناستاسيا شيكالكينا إلينا تاراسوفا بولينا نوفيكوفا بولينا مونوفا       |
| 19 يناير  | بورت القنطاوي، تونس ملعب صلب $10،000 قرعة المباريات الفردية والزوجية                     | إيزابيلا شنيكوفا 6–2، 3–6، 6–3                       | ساندرا سمير                                | كورينا دينتوني ديا إفتيموفا          | ميرتل جورج ديانا رادانوفيتش يوليا بريزغالوفا جينيفر زربون              |
| 19 يناير  | بورت القنطاوي، تونس ملعب صلب $10،000 قرعة المباريات الفردية والزوجية                     | إستيل كاسينو إيزابيلا شنيكوفا 7–6(7–3)، 6–0          | كريستينا هربالوفا فيندولا زوفينكوفا        | كورينا دينتوني ديا إفتيموفا          | ميرتل جورج ديانا رادانوفيتش يوليا بريزغالوفا جينيفر زربون              |
| 19 يناير  | أنطاليا، تركيا ملعب ترابي $10،000 قرعة المباريات الفردية والزوجية                        | صوفيا كفاتسابايا 6–2، 6–3                            | أليس باكي                                  | فاندا لوكاش أليس سافوريتي            | بيديا أرشينكوفا ميليس سيزر إيليني دانيليدو كريستينا شميزلوفا           |
| 19 يناير  | أنطاليا، تركيا ملعب ترابي $10،000 قرعة المباريات الفردية والزوجية                        | ميليس سيزر شانيل سيموندز 6–4، 4–6، [10–4]            | إيكاترين جورجودزي صوفيا كفاتسابايا         | فاندا لوكاش أليس سافوريتي            | بيديا أرشينكوفا ميليس سيزر إيليني دانيليدو كريستينا شميزلوفا           |
| 26 يناير  | أندريزيو-بوثيون، فرنسا ملعب صلب (indoor) $25٬000 قرعة المباريات الفردية والزوجية         | مارغريتا غاسباريان 6–4، 6–4                          | إليتسا كوستوفا                             | آنا فرلجيتش أماندين هيس              | مارينا زانيفسكا بولا كانيا ستيفاني فريتز كلوي باكيوت                   |
| 26 يناير  | أندريزيو-بوثيون، فرنسا ملعب صلب (indoor) $25٬000 قرعة المباريات الفردية والزوجية         | جويا باربييري يلينا أوستابينكو 2–6، 7–6(7–4)، [10–3] | ليسلي كيركهف آنا فرلجيتش                   | آنا فرلجيتش أماندين هيس              | مارينا زانيفسكا بولا كانيا ستيفاني فريتز كلوي باكيوت                   |
| 26 يناير  | صنرايز، الولايات المتحدة ملعب ترابي $25٬000 قرعة المباريات الفردية والزوجية              | ساتشيا فيكري 6–2، 2–6، 6–3                           | سارا سوريبس تورمو                          | داريا كاساتكينا ناتاليا فيكليانتسيفا | ايبك سويلو إيدينا جالوفيتس هول ماريا سانشيز لورا بوس تيو               |
| 26 يناير  | صنرايز، الولايات المتحدة ملعب ترابي $25٬000 قرعة المباريات الفردية والزوجية              | آنا كالينسكايا كاترينا ستيوارت 7–6(8–6)، 5–7، [10–6] | باولا كريستينا غونسالفيس بياتريس حداد مايا | داريا كاساتكينا ناتاليا فيكليانتسيفا | ايبك سويلو إيدينا جالوفيتس هول ماريا سانشيز لورا بوس تيو               |
| 26 يناير  | شرم الشيخ، مصر ملعب صلب $10٬000 قرعة المباريات الفردية والزوجية                          | أناستازيا سيفاستوفا 7–5، 6–3                         | يووكي تاناكا                               | مورغان ميشيلز نينا ستادلر            | مامي هاسيغاوا كسينيا غايدارزي إيما فلود كاجسا رينالدو بيرسون           |
| 26 يناير  | شرم الشيخ، مصر ملعب صلب $10٬000 قرعة المباريات الفردية والزوجية                          | ميلاني كلافنير أناستازيا سيفاستوفا 6–4، 6–4          | كارولين رود-مو ميدوري ياماموتو             | مورغان ميشيلز نينا ستادلر            | مامي هاسيغاوا كسينيا غايدارزي إيما فلود كاجسا رينالدو بيرسون           |
| 26 يناير  | بيتي-بور، جوادلوب، فرنسا ملعب صلب $10،000 قرعة المباريات الفردية والزوجية                | شيرازاد ريكس 6–1، 6–3                                | نيكول فرنكل                                | داشا إيفانوفا غلوريا ليانغ           | أوسي مايتين أركونادا براندي مينا أليكسا غواراتشي فاني ستولار           |
| 26 يناير  | بيتي-بور، جوادلوب، فرنسا ملعب صلب $10،000 قرعة المباريات الفردية والزوجية                | آيان برومفيلد ماري ليدوك 2–6، 6–4، [10–8]            | ماريا فرناندا ألفاريز تيران لورا بيجوسي    | داشا إيفانوفا غلوريا ليانغ           | أوسي مايتين أركونادا براندي مينا أليكسا غواراتشي فاني ستولار           |
| 26 يناير  | أكتوبي، كازاخستان ملعب صلب (داخلي) $10،000 قرعة المباريات الفردية والزوجية               | مارتا بايجينا 6–4، 6–0                               | فاليريا أورزوموفا                          | بولينا فينوغرادوفا كيرين شلومو       | ألبينا خابيبولينا إيفا واكانو أناستاسيا روداكوفا أناستاسيا شيكالكينا   |
| 26 يناير  | أكتوبي، كازاخستان ملعب صلب (داخلي) $10،000 قرعة المباريات الفردية والزوجية               | ألبينا خابيبولينا بولينا ميرينكوفا 6–2، 7–6(8–6)     | كسينيا ألكان إيفا واكانو                   | بولينا فينوغرادوفا كيرين شلومو       | ألبينا خابيبولينا إيفا واكانو أناستاسيا روداكوفا أناستاسيا شيكالكينا   |
| 26 يناير  | بورت القنطاوي، تونس ملعب صلب $10،000 قرعة المباريات الفردية والزوجية                     | إيزابيلا شنيكوفا 6–2، 5–7، 6–1                       | ماري بينوا                                 | يومي ناكانو ديا إفتيموفا             | أناستازيا جريمالسكا ديا هردجلاش جينيفر زيربون كريستيانا فيراندو        |
| 26 يناير  | بورت القنطاوي، تونس ملعب صلب $10،000 قرعة المباريات الفردية والزوجية                     | إيزابيلا شنيكوفا شانتال شكاملوفا 6–2، 6–0            | سيلفيا نجيريتش أولجا باريس أثكويا          | يومي ناكانو ديا إفتيموفا             | أناستازيا جريمالسكا ديا هردجلاش جينيفر زيربون كريستيانا فيراندو        |
| 26 يناير  | أنطاليا، تركيا ملعب ترابي $10،000 قرعة المباريات الفردية والزوجية                        | إيفا ميكوفيتش 6–4، 6–3                               | إيكاترين جورجودزي                          | بيتيا أرشينكوفا صوفيا كفاتسابايا     | لينكا وينروفا كريستينا دينو أماندا كاريراس ميليس سيزر                  |
| 26 يناير  | أنطاليا، تركيا ملعب ترابي $10،000 قرعة المباريات الفردية والزوجية                        | إيكاترين جورجودزي صوفيا كفاتسابايا 6–2، 6–2          | أغاتا بارانسكا فيكتوريا مونتين             | بيتيا أرشينكوفا صوفيا كفاتسابايا     | لينكا وينروفا كريستينا دينو أماندا كاريراس ميليس سيزر                  |
| 26 يناير  | سندرلاند، المملكة المتحدة ملعب صلب (داخل القاعة) $10،000 قرعة المباريات الفردية والزوجية | إيمي بوتل 6–4، 6–3                                   | مارتا سيروتكينا                            | مارتينا بوريكا يسيكا ماليتشكوفا      | تيس سوجنو كلاوتجي ليبينس ليزا ويبورن بيرنيلا مينديسوفا                 |
| 26 يناير  | سندرلاند، المملكة المتحدة ملعب صلب (داخل القاعة) $10،000 قرعة المباريات الفردية والزوجية | جوسلين ري آنا سميث 6–3، 6–1                          | جوستينا ججيولكا كورنيليا ليستر             | مارتينا بوريكا يسيكا ماليتشكوفا      | تيس سوجنو كلاوتجي ليبينس ليزا ويبورن بيرنيلا مينديسوفا                 |

### فبراير
| الأسبوع   | البطولة                                                                                           | الفائزات                                          | الوصيفات                               | المتأهلات لنصف النهائي                    | المتأهلات لربع النهائي                                                           |
| --------- | ------------------------------------------------------------------------------------------------- | ------------------------------------------------- | -------------------------------------- | ----------------------------------------- | -------------------------------------------------------------------------------- |
| فبراير 2  | Dow Corning Tennis Classic ميدلاند، الولايات المتحدة ملعب صلب (indoor) $100،000 Singles – Doubles | تاتيانا ماريا 6–2، 6–0                            | لويزا تشيريكو                          | Kateřina Vaňková نيكول فايديسوفا          | نعومي أوساكا برناردا بيرا كيتلين ووريسكي ساتشيا فيكري                            |
| فبراير 2  | Dow Corning Tennis Classic ميدلاند، الولايات المتحدة ملعب صلب (indoor) $100،000 Singles – Doubles | جولي كوين إميلي ويبلي سميث 4–6، 7–6(7–4)، [11–9]  | جاكلين كاكو ساتشيا فيكري               | Kateřina Vaňková نيكول فايديسوفا          | نعومي أوساكا برناردا بيرا كيتلين ووريسكي ساتشيا فيكري                            |
| فبراير 2  | McDonald's Burnie International بيرني، أستراليا ملعب صلب $50،000 Singles – Doubles                | داريا جافريلوفا 7–5، 7–5                          | إيرينا فالكوني                         | Andrea Hlaváčková كاتارزينا بيتر          | بترا مارتيتش أليسون باي ماندي مينلا هان زينيون                                   |
| فبراير 2  | McDonald's Burnie International بيرني، أستراليا ملعب صلب $50،000 Singles – Doubles                | إيرينا فالكوني بترا مارتيتش 6–2، 6–4              | هان زينيون جونري ناميجاتا              | Andrea Hlaváčková كاتارزينا بيتر          | بترا مارتيتش أليسون باي ماندي مينلا هان زينيون                                   |
| فبراير 2  | غرونوبل، فرنسا ملعب صلب (indoor) $25،000 قرعة المباريات الفردية والزوجية                          | ماجدا لينيت 7–6(7–2)، 4–6، 6–1                    | تيريزا مارتينكوفا                      | مانو أركانجيولي تمارا كورباتش             | إيرينا ماريا بارا مارجريتا جاسباريان آنا كلاسن كلارتجي ليبنس                     |
| فبراير 2  | غرونوبل، فرنسا ملعب صلب (indoor) $25،000 قرعة المباريات الفردية والزوجية                          | هيروكو كواتا ديمي شورس 6–1، 6–3                   | مانو أركانجيولي سيندي برغر             | مانو أركانجيولي تمارا كورباتش             | إيرينا ماريا بارا مارجريتا جاسباريان آنا كلاسن كلارتجي ليبنس                     |
| فبراير 2  | غلاسكو، المملكة المتحدة ملعب صلب (داخلي) $25،000 قرعة المباريات الفردية والزوجية                  | كريستينا بليسكوفا 6–2، 6–2                        | آنا بوغدان                             | نينا تساندر نايومي برودي                  | ليزلي كيرخوف كاتي دان يساليني بونافنتور ستيفاني فريتز                            |
| فبراير 2  | غلاسكو، المملكة المتحدة ملعب صلب (داخلي) $25،000 قرعة المباريات الفردية والزوجية                  | كورينا دينتوني كلوديا جيوفين 0–6، 6–1، [10–7]     | تارا مور كوني بيرين                    | نينا تساندر نايومي برودي                  | ليزلي كيرخوف كاتي دان يساليني بونافنتور ستيفاني فريتز                            |
| فبراير 2  | شرم الشيخ، مصر ملعب صلب $10،000 قرعة المباريات الفردية والزوجية                                   | ميلاني كلافنير 7–5، 3–6، 6–2                      | يوكي تاناكا                            | فيرونيكا كابشاي سارة-ربكا سيكوليك         | شيهو أكيتا ألكساندرينا نايدينوفا إلينا-تيودورا كادار بولينا ليكينا               |
| فبراير 2  | شرم الشيخ، مصر ملعب صلب $10،000 قرعة المباريات الفردية والزوجية                                   | آنا مورجينا يوكي تاناكا 4–6، 6–4، [10–6]          | فيرونيكا كابشاي ميلاني كلافنير         | فيرونيكا كابشاي سارة-ربكا سيكوليك         | شيهو أكيتا ألكساندرينا نايدينوفا إلينا-تيودورا كادار بولينا ليكينا               |
| فبراير 2  | المرسى القنطاوي، تونس ملعب صلب $10٬000 قرعة المباريات الفردية والزوجية                            | ماري بينوا 6–7(6–8)، 6–3، 6–3                     | كريستينا سانشيز كوينتانا               | يومي ناكانو إيزابيلا شنيكوفا              | ديبورا كيزا ديا هردجلاش سيلفيا نجيريتش فرانشيسكا بالميجيانو                      |
| فبراير 2  | المرسى القنطاوي، تونس ملعب صلب $10٬000 قرعة المباريات الفردية والزوجية                            | ديبورا كيزا بيتريتشي لومباردو 6–3، 6–2            | شارمادا بالو ميشيكا أوزيكي             | يومي ناكانو إيزابيلا شنيكوفا              | ديبورا كيزا ديا هردجلاش سيلفيا نجيريتش فرانشيسكا بالميجيانو                      |
| فبراير 2  | أنطاليا، تركيا ملعب ترابي $10٬000 قرعة المباريات الفردية والزوجية                                 | آن شيفر 6–2، 6–0                                  | صوفيا كفاتسابايا                       | كريستينا دينو إيفا ميكوفيك                | ميكي ميامرا زانغ ينغ أليونا سوتنيكوفا فاندا لوكاش                                |
| فبراير 2  | أنطاليا، تركيا ملعب ترابي $10٬000 قرعة المباريات الفردية والزوجية                                 | ميكي ميامرا أيكو يوشيتومي 6–1، 7–6(7–4)           | فاندا لوكاش ريبيكا ستولمار             | كريستينا دينو إيفا ميكوفيك                | ميكي ميامرا زانغ ينغ أليونا سوتنيكوفا فاندا لوكاش                                |
| 9 فبراير  | لاونسستون الدولي لاونسستون، أستراليا ملعب صلب $50،000 فردي – زوجي                                 | داريا جافريلوفا 6–1، 6–2                          | تيريزا مردجا                           | إيرينا فالكوني فاراتشايا وونجتينتشاي      | يانغ زاوكسوان جونري ناميجاتا وانغ يافان إري هوزمي                                |
| 9 فبراير  | لاونسستون الدولي لاونسستون، أستراليا ملعب صلب $50،000 فردي – زوجي                                 | هان زينيون جونري ناميجاتا 6–4، 3–6، [10–6]        | وانغ يافان يانغ زاوكسوان               | إيرينا فالكوني فاراتشايا وونجتينتشاي      | يانغ زاوكسوان جونري ناميجاتا وانغ يافان إري هوزمي                                |
| 9 فبراير  | ساو باولو، البرازيل ملعب ترابي $25،000 قرعة المباريات الفردية والزوجية                            | لورا بوس تيو 6–2، 6–2                             | أندريا ميتو                            | أناستازيا بيفوفاروفا ماريا إيروغيين       | غابرييلا سي بيانكا بوتو مونتسيرات غونزاليس فاليريا ستراخوفا                      |
| 9 فبراير  | ساو باولو، البرازيل ملعب ترابي $25،000 قرعة المباريات الفردية والزوجية                            | دانكا كوفينتش أندريا ميتو 6–2، 7–5                | تاتيانا بوا باولا كريستينا غونسالفيس   | أناستازيا بيفوفاروفا ماريا إيروغيين       | غابرييلا سي بيانكا بوتو مونتسيرات غونزاليس فاليريا ستراخوفا                      |
| 9 فبراير  | شرم الشيخ، مصر ملعب صلب $10،000 قرعة المباريات الفردية والزوجية                                   | جوليا تيرزيسكا 6–2، 7–5                           | أنستاسيا بريبلوفا                      | كيلي فيرستيج تيريزا ميهاليكوفا            | كارين تيرامي آنا مورجينا إيلينا فان دير سيبت بولينا ليكينا                       |
| 9 فبراير  | شرم الشيخ، مصر ملعب صلب $10،000 قرعة المباريات الفردية والزوجية                                   | كاملا كيريمبايفا أمينات كوشخوفا 6–3، 6–1          | ديانا بوجولي بولينا ليكينا             | كيلي فيرستيج تيريزا ميهاليكوفا            | كارين تيرامي آنا مورجينا إيلينا فان دير سيبت بولينا ليكينا                       |
| 9 فبراير  | ترنافا، سلوفاكيا ملعب صلب (indoor) $10،000 قرعة المباريات الفردية والزوجية                        | أناستازيا سيفاستوفا 6–1، 7–6(7–3)                 | ريكا-لوسا جاني                         | كارولينا موتشوفا صوفيا زهوك               | بترا ميلونوفا نورا نيدميرس فيكتوريا كوزموفا تيريزا ماليكوفا                      |
| 9 فبراير  | ترنافا، سلوفاكيا ملعب صلب (indoor) $10،000 قرعة المباريات الفردية والزوجية                        | آنا ماريا هايل أناستازيا سيفاستوفا 6–4، 6–3       | ميكايلا أونتشوفا لينكا جريكوفا         | كارولينا موتشوفا صوفيا زهوك               | بترا ميلونوفا نورا نيدميرس فيكتوريا كوزموفا تيريزا ماليكوفا                      |
| 9 فبراير  | بالما نوفا، إسبانيا ملعب ترابي $10،000 قرعة المباريات الفردية والزوجية                            | أماندا كاريراس 6–4، 7–6(7–3)                      | أولجا سايز لار                         | أليس سافورتي إيرينا ماريا بارا            | ميلاني ستوك أغنيس بوكطا آنا بيانكا ميهايلا لوسيا سيرفيرا فاسكيز                  |
| 9 فبراير  | بالما نوفا، إسبانيا ملعب ترابي $10،000 قرعة المباريات الفردية والزوجية                            | أماندا كاريراس أليس سافورتي 6–4، 6–1              | إيرينا ماريا بارا أغنيس بوكطا          | أليس سافورتي إيرينا ماريا بارا            | ميلاني ستوك أغنيس بوكطا آنا بيانكا ميهايلا لوسيا سيرفيرا فاسكيز                  |
| 9 فبراير  | المنستير، تونس ملعب صلب $10،000 قرعة المباريات الفردية والزوجية                                   | لو برويلو 6–2، 6–2                                | كريستينا سانشيز كوينتانار              | ناتاشا فوركلاس يومي ناكانو                | إيزابيلا شنيكوفا ماندي واجماكر بريندا نجوكي أنا ريموندينا                        |
| 9 فبراير  | المنستير، تونس ملعب صلب $10،000 قرعة المباريات الفردية والزوجية                                   | إيلزي هاتينغ ميشيل سامونز 7–5، 6–3                | نيكوليتا داكسالو جوليا ستاماتوفا       | ناتاشا فوركلاس يومي ناكانو                | إيزابيلا شنيكوفا ماندي واجماكر بريندا نجوكي أنا ريموندينا                        |
| 9 فبراير  | أنطاليا، تركيا ملعب ترابي $10،000 قرعة المباريات الفردية والزوجية                                 | فيكتوريا كان 6–3، 6–4                             | آني شيفر                               | ديانا بوزيان شانيل سيموندز                | ريبيكا ستولمار ميليس سيزر مارليس سزوبير تشيهيرو نونومي                           |
| 9 فبراير  | أنطاليا، تركيا ملعب ترابي $10،000 قرعة المباريات الفردية والزوجية                                 | إيكاترين جورجودزي فيكتوريا كان 6–1، 6–0           | كورنيليا ليستر أليونا سوتنيكوفا        | ديانا بوزيان شانيل سيموندز                | ريبيكا ستولمار ميليس سيزر مارليس سزوبير تشيهيرو نونومي                           |
| 16 فبراير | ITF Women's Circuit UBS Thurgau كروزلينغن (سويسرا)، سويسرا سجاد (داخل القاعة) $50،000 فردي – زوجي | أولجا جوفورتسوفا 6–2، 6–1                         | ريبيكا سرامكوفا                        | كريستينا بليسكوفا يلينا أوستابينكو        | فيسنا دولونك رومينا أوبراندي Andrea Hlaváčková إيكاترينا ألكسندروفا              |
| 16 فبراير | ITF Women's Circuit UBS Thurgau كروزلينغن (سويسرا)، سويسرا سجاد (داخل القاعة) $50،000 فردي – زوجي | ليودميلا كيتشينوك ناديا كيتشينوك 6–3، 6–3         | ستيفاني فريتز إيرينا رامياليسون        | كريستينا بليسكوفا يلينا أوستابينكو        | فيسنا دولونك رومينا أوبراندي Andrea Hlaváčková إيكاترينا ألكسندروفا              |
| 16 فبراير | آلتنكيرشن، ألمانيا سجاد (داخل القاعة) $25،000 قرعة المباريات الفردية والزوجية                     | كارينا ويثوفت 6–3، 6–4                            | أنطونيا لوتنير                         | أوسيان دودان تاتيانا ماريا                | Lesley Kerkhove آنا فرلجيتش Kateřina Vaňková نايومي برودي                        |
| 16 فبراير | آلتنكيرشن، ألمانيا سجاد (داخل القاعة) $25،000 قرعة المباريات الفردية والزوجية                     | أنطونيا لوتنير آنا فرلجيتش 6–4، 3–6، [11–9]       | ساندرا كليمينشيتس تاتيانا ماريا        | أوسيان دودان تاتيانا ماريا                | Lesley Kerkhove آنا فرلجيتش Kateřina Vaňková نايومي برودي                        |
| 16 فبراير | Delhi Open نيودلهي، الهند ملعب صلب $25،000 فردي – زوجي                                            | ماجدا لينيت 6–1، 6–1                              | تادجا ماجريتش                          | رييكو ساواياناكي دليلا ياكوبوفيتش         | أولغا سافتشوك كاتي دان يانغ زاوكسوان كريستينا إني                                |
| 16 فبراير | Delhi Open نيودلهي، الهند ملعب صلب $25،000 فردي – زوجي                                            | تانغ هوتشين يانغ زاوكسوان 7–5، 6–1                | شو تشينغ ون لي بيي-تشي                 | رييكو ساواياناكي دليلا ياكوبوفيتش         | أولغا سافتشوك كاتي دان يانغ زاوكسوان كريستينا إني                                |
| 16 فبراير | كويرنافاكا، المكسيك ملعب صلب $25،000 قرعة المباريات الفردية والزوجية                              | مارسيلا زكرياس 6–3، 6–2                           | نينا ستويانوفيتش                       | فيكتوريا رودريغيز ألكسندرا مروزوفا        | ماريانا دوكي كلوي باكيوت كاترينا كرامبيروفا باربورا شتيفكوفا                     |
| 16 فبراير | كويرنافاكا، المكسيك ملعب صلب $25،000 قرعة المباريات الفردية والزوجية                              | فيكتوريا رودريغيز مارسيلا زكرياس 6–4، 6–0         | ألكسندرا مروزوفا دانييلا رولدان        | فيكتوريا رودريغيز ألكسندرا مروزوفا        | ماريانا دوكي كلوي باكيوت كاترينا كرامبيروفا باربورا شتيفكوفا                     |
| 16 فبراير | موسكو، روسيا ملعب صلب (داخلي) $25،000 قرعة المباريات الفردية والزوجية                             | مارغاريتا غاسباريان 6–0، 6–4                      | كارين سركيسوفا                         | فيرونيكا كوديرميتوفا أليكساندرا ساسنوفيتش | فيتاليا دياتشينكو سيندي برغر ألينا تاراسوفا أناستاسيا فاسيليفا                   |
| 16 فبراير | موسكو، روسيا ملعب صلب (داخلي) $25،000 قرعة المباريات الفردية والزوجية                             | ليدزيا ماروزافا أناستاسيا فاسيليفا 6–4، 6–4       | ناتيلا دزالاميدزه فيرونيكا كوديرميتوفا | فيرونيكا كوديرميتوفا أليكساندرا ساسنوفيتش | فيتاليا دياتشينكو سيندي برغر ألينا تاراسوفا أناستاسيا فاسيليفا                   |
| 16 فبراير | سوربرايز، الولايات المتحدة ملعب صلب $25،000 قرعة المباريات الفردية والزوجية                       | صوفيا أرفيدسون 6–2، 6–1                           | ساناز ماراند                           | ماريا سانشيز فرانسواز أبندا               | كيتلين ووريسكي سيسي بيليس جيسيكا فايللا لورين إمبري                              |
| 16 فبراير | سوربرايز، الولايات المتحدة ملعب صلب $25،000 قرعة المباريات الفردية والزوجية                       | جاكلين كاكو كايتلين كريستيان 6–4، 5–7، [10–7]     | جوانا كونتا ماريا سانشيز               | ماريا سانشيز فرانسواز أبندا               | كيتلين ووريسكي سيسي بيليس جيسيكا فايللا لورين إمبري                              |
| 16 فبراير | شرم الشيخ، مصر ملعب صلب $10،000 قرعة المباريات الفردية والزوجية                                   | جوليا تيرزييسكا 6–3، 6–2                          | أناستازيا بريبيلوفا                    | نوريا باريزاس دياز دوروتيجا إريتش         | ديانا رادانوفيتش آنا مورجينا إينيس مورتا أمينات كوشخوفا                          |
| 16 فبراير | شرم الشيخ، مصر ملعب صلب $10،000 قرعة المباريات الفردية والزوجية                                   | آنا مورجينا جوليا تيرزييسكا 6–3، 6–0              | داريا ليبيشيفا أناستازيا شاالسكايا     | نوريا باريزاس دياز دوروتيجا إريتش         | ديانا رادانوفيتش آنا مورجينا إينيس مورتا أمينات كوشخوفا                          |
| 16 فبراير | بالما نوفا، إسبانيا ملعب ترابي $10،000 قرعة المباريات الفردية والزوجية                            | أماندا كاريراس 7–5، 6–0                           | كريستينا بوكشا                         | أليس سافورتي ايرينا ماريا بارا            | إيفون كافالي ريميرس إينيس فيرير سواريز أكفيل باراجينسكيت أليونا بولسوفا زادوينوف |
| 16 فبراير | بالما نوفا، إسبانيا ملعب ترابي $10،000 قرعة المباريات الفردية والزوجية                            | ايرينا ماريا بارا أغنيس بوكتا 6–1، 6–1            | آنا بيانكا ميهايلا غابرييلا بانتوكوفا  | أليس سافورتي ايرينا ماريا بارا            | إيفون كافالي ريميرس إينيس فيرير سواريز أكفيل باراجينسكيت أليونا بولسوفا زادوينوف |
| 16 فبراير | المنتجع السياحي القنطاوي، تونس ملعب صلب $10،000 قرعة المباريات الفردية والزوجية                   | كلوتيلد دي برناردي 6–4، 6–2                       | لو برولو                               | تيساه أندريانجافيتريمو إيفا واكانو        | كسينيا ليكينا أنجيليكا موراتيلي كاميلا سكالا إيلزي هاتينغ                        |
| 16 فبراير | المنتجع السياحي القنطاوي، تونس ملعب صلب $10،000 قرعة المباريات الفردية والزوجية                   | تيساه أندريانجافيتريمو آنا بلينكوفا 6–4، 6–0      | أرابيلا فرنانديز رابنر إيفا واكانو     | تيساه أندريانجافيتريمو إيفا واكانو        | كسينيا ليكينا أنجيليكا موراتيلي كاميلا سكالا إيلزي هاتينغ                        |
| 16 فبراير | أنطاليا، تركيا ملعب ترابي $10،000 قرعة المباريات الفردية والزوجية                                 | صوفيا كفاتسابايا 6–4، 7–6(8–6)                    | ديانا بوزيان                           | فيكتوريا كان أليونا سوتنيكوفا             | إيكاترين جورجودزي لينا جيورشيسكا ميليس سيزر أريانا فولتس                         |
| 16 فبراير | أنطاليا، تركيا ملعب ترابي $10،000 قرعة المباريات الفردية والزوجية                                 | أنيتا هوساريتش كيمبرلي زيمرمان 6–0، 6–3           | باشاك إرايدن فيرينا ميليس              | فيكتوريا كان أليونا سوتنيكوفا             | إيكاترين جورجودزي لينا جيورشيسكا ميليس سيزر أريانا فولتس                         |
| 23 فبراير | Ladies Neva Cup سانت بطرسبرغ، روسيا ملعب صلب (indoor) $50،000 Singles – Doubles                   | يلينا أوستابينكو 3–6، 7–5، 6–2                    | باتريسيا ماريا تيغ                     | أليكساندرا ساسنوفيتش فيسنا دولونك         | إيفانا جوروفيتش Cindy Burger آنا فرلجيتش Shakhlo Saidova                         |
| 23 فبراير | Ladies Neva Cup سانت بطرسبرغ، روسيا ملعب صلب (indoor) $50،000 Singles – Doubles                   | فيكتوريا غولوبيتش أليكساندرا ساسنوفيتش 6–4، 7–5   | ستيفاني فريتز آنا فرلجيتش              | أليكساندرا ساسنوفيتش فيسنا دولونك         | إيفانا جوروفيتش Cindy Burger آنا فرلجيتش Shakhlo Saidova                         |
| 23 فبراير | كامبيناس، البرازيل ملعب ترابي $25،000 قرعة المباريات الفردية والزوجية                             | أندريا ميتو 6–3، 3–6، 6–2                         | أوليفيا روجوفسكا                       | تيليانا بيريرا لورديس دومينغيز لينو       | ماريا سكاري باولا كريستينا غونسالفيس دانكا كوفينتش فيرونيكا سبيد رويج            |
| 23 فبراير | كامبيناس، البرازيل ملعب ترابي $25،000 قرعة المباريات الفردية والزوجية                             | بولين بارمنتييه أوليفيا روجوفسكا 7–5، 4–6، [10–8] | أندريا غاميز باولا كريستينا غونسالفيس  | تيليانا بيريرا لورديس دومينغيز لينو       | ماريا سكاري باولا كريستينا غونسالفيس دانكا كوفينتش فيرونيكا سبيد رويج            |
| 23 فبراير | اورانجاباد، الهند ملعب ترابي $25،000 قرعة المباريات الفردية والزوجية                              | دليلا ياكوبوفيتش 6–7(5–7)، 6–4، 6–4               | هان زينيون                             | ماري بينوا ألكساندرينا نايدينوفا          | ريكو ساواياناغي هارييت دارت فالنتينا إيفاخنينكو تشانغ كيلين                      |
| 23 فبراير | اورانجاباد، الهند ملعب ترابي $25،000 قرعة المباريات الفردية والزوجية                              | لي يا-هسوان فاراتشايا وونجتينتشاي 6–1، 7–6(7–4)   | شو تشينغ ون لي بي-تشي                  | ماري بينوا ألكساندرينا نايدينوفا          | ريكو ساواياناغي هارييت دارت فالنتينا إيفاخنينكو تشانغ كيلين                      |
| 23 فبراير | بيناسكو (تورينو)، إيطاليا ملعب ترابي (داخلي) $25،000+H قرعة المباريات الفردية والزوجية            | كريستينا كوكوفا 6–4، 7–6(7–3)                     | باربورا كرجتشيكوفا                     | مارتينا كاريغارو زينيا كنول               | تاتيانا ماريا جوليا جاتو مونتيكوني إيرينا خروماتشيفا سيلفيا نجيريتش              |
| 23 فبراير | بيناسكو (تورينو)، إيطاليا ملعب ترابي (داخلي) $25،000+H قرعة المباريات الفردية والزوجية            | ديمي شورس دانييلا سيغيل 6–4، 4–6، [11–9]          | زينيا كنول أليس ماتيوكسي               | مارتينا كاريغارو زينيا كنول               | تاتيانا ماريا جوليا جاتو مونتيكوني إيرينا خروماتشيفا سيلفيا نجيريتش              |
| 23 فبراير | رانشو سانتا في، الولايات المتحدة ملعب صلب $25،000 قرعة المباريات الفردية والزوجية                 | سيسي بيليس 6–2، 6–0                               | ماريا سانشيز                           | ايبك سويلو ساناز ماراند                   | جوانا كونتا أندي دي فرومي مايو هيبي برناردا بيرا                                 |
| 23 فبراير | رانشو سانتا في، الولايات المتحدة ملعب صلب $25،000 قرعة المباريات الفردية والزوجية                 | سامانثا كراوفورد آسيا محمد 6–0، 6–3               | ايبك سويلو نينا ستويانوفيتش            | ايبك سويلو ساناز ماراند                   | جوانا كونتا أندي دي فرومي مايو هيبي برناردا بيرا                                 |
| 23 فبراير | كلير، أستراليا ملعب صلب $15،000 قرعة المباريات الفردية والزوجية                                   | جانغ سو جونج 6–3، 6–3                             | بيا كونينغ                             | جينيفر إيلي وانج يان                      | جيسيكا مور ماي مينوكوشي مانا أيوكاوا هان نا لي                                   |
| 23 فبراير | كلير، أستراليا ملعب صلب $15،000 قرعة المباريات الفردية والزوجية                                   | جينيفر إيلي جيسيكا مور 6–3، 7–5                   | مانا أيوكاوا كوتومي تاكاته             | جينيفر إيلي وانج يان                      | جيسيكا مور ماي مينوكوشي مانا أيوكاوا هان نا لي                                   |
| 23 فبراير | شرم الشيخ، مصر ملعب صلب $10،000 قرعة المباريات الفردية والزوجية                                   | نودنيدا لوانجنام 6–1، 6–3                         | أمينات كوشخوفا                         | جوليا تيرزيسكا صن زوليو                   | أنجيليكي كايري أيلا أكسو مارينا هروبا إلينا-تيودورا كادار                        |
| 23 فبراير | شرم الشيخ، مصر ملعب صلب $10،000 قرعة المباريات الفردية والزوجية                                   | آنا مورجينا جوليا تيرزيسكا 6–1، 4–6، [10–2]       | أيلا أكسو موجة توبسيل                  | جوليا تيرزيسكا صن زوليو                   | أنجيليكي كايري أيلا أكسو مارينا هروبا إلينا-تيودورا كادار                        |
| 23 فبراير | مشكون، فرنسا ملعب صلب (داخلي) $10،000 قرعة المباريات الفردية والزوجية                             | صوفي أوين 2–6، 6–3، 7–6(7–5)                      | سيلين جيسكير                           | أولغا فريدمان كيني ليسن                   | سينا هاس إيفا واكانو مارين بارتود كاتارينا هوبجارسكي                             |
| 23 فبراير | مشكون، فرنسا ملعب صلب (داخلي) $10،000 قرعة المباريات الفردية والزوجية                             | إيزابيلا شنيكوفا إيفا واكانو 6–4، 3–6، [10–5]     | كيني ليسن مارين بارتود                 | أولغا فريدمان كيني ليسن                   | سينا هاس إيفا واكانو مارين بارتود كاتارينا هوبجارسكي                             |
| 23 فبراير | بالما نوفا، إسبانيا ملعب ترابي $10،000 قرعة المباريات الفردية والزوجية                            | إيفون كافالي ريميرس 6–1، 6–2                      | جوزفين بواليم                          | أغنيس بوكتا ساندرا سمير                   | كريستينا بوكشا أليونا بولسوفا زادوينوف أليس سافوريتي إنجر فان ديكمان             |
| 23 فبراير | بالما نوفا، إسبانيا ملعب ترابي $10،000 قرعة المباريات الفردية والزوجية                            | إيرينا ماريا بارا أغنيس بوكتا 6–2، 6–4            | كيم جراجديك أكفيل باراجينسكيت          | أغنيس بوكتا ساندرا سمير                   | كريستينا بوكشا أليونا بولسوفا زادوينوف أليس سافوريتي إنجر فان ديكمان             |
| 23 فبراير | بورت القنطاوي، تونس ملعب صلب $10،000 قرعة المباريات الفردية والزوجية                              | كريستينا شميلدوفا 7–5، 6–2                        | تيريزا ماليكوفا                        | كلوتيلد دي برناردي تيساه أندريانجافيتريمو | نيكولا فاجدوفا لو برويلو فرانسيسكا ستيفنسون آنا كلاسن                            |
| 23 فبراير | بورت القنطاوي، تونس ملعب صلب $10،000 قرعة المباريات الفردية والزوجية                              | كسينيا ليكينا فرانسيسكا ستيفنسون 6–2، 6–2         | فيفيين يوهاتسوفا تيريزا ماليكوفا       | كلوتيلد دي برناردي تيساه أندريانجافيتريمو | نيكولا فاجدوفا لو برويلو فرانسيسكا ستيفنسون آنا كلاسن                            |
| 23 فبراير | أنطاليا، تركيا ملعب ترابي $10،000 قرعة المباريات الفردية والزوجية                                 | ديانا بوزيان 4–6، 6–4، 6–0                        | بيرفو جينجيز                           | ديا إفتيموفا كريستينا دينو                | أولكسندرا بيسكون ميليس سيزر إيوانا لوريدانا روسكا لينا جورشيسكا                  |
| 23 فبراير | أنطاليا، تركيا ملعب ترابي $10،000 قرعة المباريات الفردية والزوجية                                 | ميليس سيزر لينكا وينروفا 6–2، 6–2                 | بولينا نوفوسيلوفا إيرينا شيمانوفيتش    | ديا إفتيموفا كريستينا دينو                | أولكسندرا بيسكون ميليس سيزر إيوانا لوريدانا روسكا لينا جورشيسكا                  |

### مارس
| الأسبوع | البطولة | الفائزات                                                              | الوصيفات                                                            | المتأهلات لنصف النهائي                                             | المتأهلات لربع النهائي                                                                                                 |
| ------- | --- | --------------------------------------------------------------------- | ------------------------------------------------------------------- | ------------------------------------------------------------------ | --- |
| 2 مارس  | كوريتيبا، البرازيل ملعب ترابي $25،000 قرعة المباريات الفردية والزوجية                                                       | لورديس دومينغيز لينو 4–6، 6–2، 6–3                                    | دانكا كوفينتش                                                       | باولا كريستينا غونسالفيس ستيفاني فوجت                              | أندريا ميتو يساليني بونافنتور ماريا سكاري فيرونيكا سبيد رويج                                                           |
| 2 مارس  | كوريتيبا، البرازيل ملعب ترابي $25،000 قرعة المباريات الفردية والزوجية                                                       | يساليني بونافنتور ريبيكا بيترسون 4–6، 6–3، [10–5]                     | بياتريس غارسيا فيداجاني فلورنسيا مولينيرو                           | باولا كريستينا غونسالفيس ستيفاني فوجت                              | أندريا ميتو يساليني بونافنتور ماريا سكاري فيرونيكا سبيد رويج                                                           |
| 2 مارس  | ميناء بورت بيري، أستراليا ملعب صلب $15،000 قرعة المباريات الفردية والزوجية                                                  | هان نا لي 3–6، 6–4، 6–2                                               | جانغ سو جونج                                                        | ساندرا زانيوسكا مانا أيوكاوا                                       | Liu Chang Jessica Moore يوكي تاناكا بريسيلا هون                                                                        |
| 2 مارس  | ميناء بورت بيري، أستراليا ملعب صلب $15،000 قرعة المباريات الفردية والزوجية                                                  | Jessica Moore آبي مايرز 6–0، 6–3                                      | Liu Chang تيان ران                                                  | ساندرا زانيوسكا مانا أيوكاوا                                       | Liu Chang Jessica Moore يوكي تاناكا بريسيلا هون                                                                        |
| 2 مارس  | جيانغمن، الصين ملعب صلب $10،000 قرعة المباريات الفردية والزوجية                                                             | إيما فلود 7–6(9–7)، 6–3                                               | تانغ هوتشين                                                         | يورينا كوشينو يي كيويو                                             | تشانغ يوكسوان إيزابيل والاس شينغ يوقي قاو شينيو                                                                        |
| 2 مارس  | جيانغمن، الصين ملعب صلب $10،000 قرعة المباريات الفردية والزوجية                                                             | شو تشينغ ون تانغ هوتشين 6–4، 6–3                                      | جيانغ شينيو تانغ تشيان هوي                                          | يورينا كوشينو يي كيويو                                             | تشانغ يوكسوان إيزابيل والاس شينغ يوقي قاو شينيو                                                                        |
| 2 مارس  | شرم الشيخ، مصر ملعب صلب $10،000 قرعة المباريات الفردية والزوجية                                                             | فيرا لابكو 7–5، 6–3                                                   | ماركيتا فوندروسوفا                                                  | كارولين روهدي-مو دايانا يستريمسكا                                  | أولغا بوتشكوفا ميلاني كلافنير فوجسلافا لوكيتش آنا مورجينا                                                              |
| 2 مارس  | شرم الشيخ، مصر ملعب صلب $10،000 قرعة المباريات الفردية والزوجية                                                             | فيرا لابكو ماركيتا فوندروسوفا 6–2، 6–4                                | آنا مورجينا كارولين روهدي-مو                                        | كارولين روهدي-مو دايانا يستريمسكا                                  | أولغا بوتشكوفا ميلاني كلافنير فوجسلافا لوكيتش آنا مورجينا                                                              |
| 2 مارس  | سولارينو، إيطاليا ملعب صلب $10،000 قرعة المباريات الفردية والزوجية                                                          | إيرينا رامياليسون 6–1، 6–7(6–8)، 6–4                                  | مارتينا كاريغارو                                                    | آنا ريموندينا كونستانس سيبيل                                       | إيدن سيلفا هيلين دي سيساري كارلا تولي جانينا تولين                                                                     |
| 2 مارس  | سولارينو، إيطاليا ملعب صلب $10،000 قرعة المباريات الفردية والزوجية                                                          | ديبورا كييزا كاميلا روزاتيلو 7–6(7–4)، 6–3                            | مارتا بيلوكو كاميلا سكالا                                           | آنا ريموندينا كونستانس سيبيل                                       | إيدن سيلفا هيلين دي سيساري كارلا تولي جانينا تولين                                                                     |
| 2 مارس  | بورت القنطاوي، تونس ملعب صلب $10،000 قرعة المباريات الفردية والزوجية                                                        | شانيل سيموندز 2–6، 7–6(7–0)، 6–4                                      | كريستينا سانشيز كوينتانار                                           | مانو أركانجيولي ميرتل جورج                                         | لورا شايدر كاثرين شانتراين هيلين شولسن جيسيكا هو                                                                       |
| 2 مارس  | بورت القنطاوي، تونس ملعب صلب $10،000 قرعة المباريات الفردية والزوجية                                                        | كريستينا سانشيز كوينتانار كلارا تانليان 7–5، 6–7(9–11)، [10–3]        | جيسيكا هو شانيل سيموندز                                             | مانو أركانجيولي ميرتل جورج                                         | لورا شايدر كاثرين شانتراين هيلين شولسن جيسيكا هو                                                                       |
| 2 مارس  | أنطاليا، تركيا ملعب ترابي $10،000 قرعة المباريات الفردية والزوجية                                                           | كريستينا دينو 2–6، 6–4، 6–2                                           | ريكا-لوكا جاني                                                      | تارا مور كورينا دينتوني                                            | سفياتلانا بيرازينكا كورنيليا ليستر بيتيا أرشينكوفا أرينا فولتز                                                         |
| 2 مارس  | أنطاليا، تركيا ملعب ترابي $10،000 قرعة المباريات الفردية والزوجية                                                           | كورنيليا ليستر تارا مور 7–6(7–0)، 7–5                                 | كيم جراجديك ألكساندرا نانكارو                                       | تارا مور كورينا دينتوني                                            | سفياتلانا بيرازينكا كورنيليا ليستر بيتيا أرشينكوفا أرينا فولتز                                                         |
| 9 مارس  | ميلدورا، أستراليا عشب $15،000 قرعة المباريات الفردية والزوجية                                                               | أليسون باي 6–3، 6–3                                                   | كيمبرلي بيريل                                                       | زوي هيفز شيرازاد ريكس                                              | آبي مايرز نوزومي فوجيوكا Jessica Moore جانغ سو جونج                                                                    |
| 9 مارس  | ميلدورا، أستراليا عشب $15،000 قرعة المباريات الفردية والزوجية                                                               | هيروكو كواتا يوكي تاناكا 6–2، 6–0                                     | تيان ران وانغ يان                                                   | زوي هيفز شيرازاد ريكس                                              | آبي مايرز نوزومي فوجيوكا Jessica Moore جانغ سو جونج                                                                    |
| 9 مارس  | ساو جوزيه دوس كامبوس، البرازيل ملعب ترابي $10،000 قرعة المباريات الفردية والزوجية                                           | ناديه بودوروسكا 6–7(6–8)، 7–6(7–2)، 6–3                               | فيكتوريا بوثيو                                                      | تشيلا أرجيلان غوادالوبي بيريز روجاس                                | كونستانزا فيغا سارا خيمينيز لورا بيجوسي فرناندا بريتو                                                                  |
| 9 مارس  | ساو جوزيه دوس كامبوس، البرازيل ملعب ترابي $10،000 قرعة المباريات الفردية والزوجية                                           | كارولينا ألفيس فيكتوريا بوثيو 7–6(7–3)، 6–4                           | غابرييلا سي لورا بيجوسي                                             | تشيلا أرجيلان غوادالوبي بيريز روجاس                                | كونستانزا فيغا سارا خيمينيز لورا بيجوسي فرناندا بريتو                                                                  |
| 9 مارس  | جيانغمن، الصين ملعب صلب $10،000 قرعة المباريات الفردية والزوجية                                                             | تشانغ كاي تشن 6–2، 6–1                                                | تشاو دي                                                             | فريا كريستي تشانغ يوكسوان                                          | يو إكسياودي يي كيويو Isabelle Wallace Zheng Wushuang                                                                   |
| 9 مارس  | جيانغمن، الصين ملعب صلب $10،000 قرعة المباريات الفردية والزوجية                                                             | تشوي جي هي كيم نا ري 4–6، 6–2، [11–9]                                 | لي بي تشي لي ييهونغ                                                 | فريا كريستي تشانغ يوكسوان                                          | يو إكسياودي يي كيويو Isabelle Wallace Zheng Wushuang                                                                   |
| 9 مارس  | شرم الشيخ، مصر ملعب صلب $10،000 قرعة المباريات الفردية والزوجية                                                             | نودنيدا لوانجنام 6–2، 6–4                                             | ميلاني كلافنير                                                      | فيرا لابكو كانامي تسوجي                                            | أولغا بوتشكوفا مارينا هروبا لويزا ماري هوبر سون شويليو                                                                 |
| 9 مارس  | شرم الشيخ، مصر ملعب صلب $10،000 قرعة المباريات الفردية والزوجية                                                             | برارثانا ثومباري إيكاترينا ياشينا 6–4، 5–7، [10–6]                    | أنخيلينا كاليطا فيرا لابكو                                          | فيرا لابكو كانامي تسوجي                                            | أولغا بوتشكوفا مارينا هروبا لويزا ماري هوبر سون شويليو                                                                 |
| 9 مارس  | أميان، فرنسا ملعب ترابي (داخلي) $10،000 قرعة المباريات الفردية والزوجية                                                     | أولغا يانتشوك 3–6، 6–3، 6–4                                           | أليز ليم                                                            | فيرجيني رازانو إليزافيتا يانتشوك                                   | أناستاسيا روداكوفا جوزيفين بواليم ماندي واجميكر اليسي ميرتنز                                                           |
| 9 مارس  | أميان، فرنسا ملعب ترابي (داخلي) $10،000 قرعة المباريات الفردية والزوجية                                                     | إيلكا تسوريجي إيليني دانيليدو 6–1، 6–4                                | إليزافيتا يانتشوك أولغا يانتشوك                                     | فيرجيني رازانو إليزافيتا يانتشوك                                   | أناستاسيا روداكوفا جوزيفين بواليم ماندي واجميكر اليسي ميرتنز                                                           |
| 9 مارس  | سولارينو، إيطاليا ملعب صلب $10،000 قرعة المباريات الفردية والزوجية                                                          | كريستيانا فيراندو 6–3، 6–3                                            | إيرينا رامياليسون                                                   | كارلا تولى دلما جالفي                                              | ستيفانيا روبيني كاميللا روزاتييلو ليزا سابينو جيسيكا بيري                                                              |
| 9 مارس  | سولارينو، إيطاليا ملعب صلب $10،000 قرعة المباريات الفردية والزوجية                                                          | آنا بوندار دلما جالفي 6–3، 6–2                                        | صوفيا كوفاليتس جانينا تولين                                         | كارلا تولى دلما جالفي                                              | ستيفانيا روبيني كاميللا روزاتييلو ليزا سابينو جيسيكا بيري                                                              |
| 9 مارس  | المرسى، تونس ملعب صلب $10،000 قرعة المباريات الفردية والزوجية                                                               | كلوثيلد دي برناردي 6–4، 6–3                                           | كريستينا سانشيز كينتانار                                            | مارغو ديكر ميرتل جورج                                              | مانو أركانجيولي ماغالي كيمبين شانيل سيموندز ميهايلا بوزارنيسكو                                                         |
| 9 مارس  | المرسى، تونس ملعب صلب $10،000 قرعة المباريات الفردية والزوجية                                                               | ميرتل جورج إيزابيلا شنيكوفا 1–6، 6–4، [10–2]                          | ماغالي كيمبين شانيل سيموندز                                         | مارغو ديكر ميرتل جورج                                              | مانو أركانجيولي ماغالي كيمبين شانيل سيموندز ميهايلا بوزارنيسكو                                                         |
| 9 مارس  | أنطاليا، تركيا ملعب ترابي $10،000 قرعة المباريات الفردية والزوجية                                                           | فيكتوريا كان 6–1، 6–0                                                 | Anne Schäfer                                                        | Miriam Civera Lima ديا إفتيموفا                                    | Hanna Landener Alexandra Nancarrow كورينا دينتوني Sviatlana Pirazhenka                                                 |
| 9 مارس  | أنطاليا، تركيا ملعب ترابي $10،000 قرعة المباريات الفردية والزوجية                                                           | كورنيليا ليستر Sviatlana Pirazhenka 7–6(8–6)، 6–4                     | كيم جراجديك لينكا جريكوفا                                           | Miriam Civera Lima ديا إفتيموفا                                    | Hanna Landener Alexandra Nancarrow كورينا دينتوني Sviatlana Pirazhenka                                                 |
| 9 مارس  | غينزفيل، الولايات المتحدة ملعب ترابي $10،000 قرعة المباريات الفردية والزوجية                                                | كاترينا ستيوارت 6–4، 4–6، 6–4                                         | صوفيا كينين                                                         | Kateřina Kramperová Kaitlyn McCarthy                               | Ingrid Neel صوفي أوين Alexa Graham Ellie Halbauer                                                                      |
| 9 مارس  | غينزفيل، الولايات المتحدة ملعب ترابي $10،000 قرعة المباريات الفردية والزوجية                                                | Ingrid Neel Fanni Stollár 6–3، 6–3                                    | صوفيا كينين Marie Norris                                            | Kateřina Kramperová Kaitlyn McCarthy                               | Ingrid Neel صوفي أوين Alexa Graham Ellie Halbauer                                                                      |
| 16 مارس | إيرابواتو، المكسيك ملعب صلب $25٬000 قرعة المباريات الفردية والزوجية                                                         | أليكسا جلاتش 6–2، 7–5                                                 | ريناتا فوراكوفا                                                     | ماريا سانشيز باتريسيا ماريا تيغ                                    | تاتيانا ماريا ماريا إيروغيين أرانتشا روس ماريانا دوكي                                                                  |
| 16 مارس | إيرابواتو، المكسيك ملعب صلب $25٬000 قرعة المباريات الفردية والزوجية                                                         | فيكتوريا رودريغيز مارسيلا زكرياس 6–1، 7–5                             | أياكا أوكونو آنا صوفيا سانشيز                                       | ماريا سانشيز باتريسيا ماريا تيغ                                    | تاتيانا ماريا ماريا إيروغيين أرانتشا روس ماريانا دوكي                                                                  |
| 16 مارس | إشبيلية، إسبانيا ملعب ترابي $25٬000 قرعة المباريات الفردية والزوجية                                                         | أولجا جوفورتسوفا 7–5، 6–2                                             | مارينا زانيفسكا                                                     | أنيت كونتافيت ريتشل هوجينكامب                                      | أندريا غاميز تيريزا مردجا مارينا ميلنيكوفا جوليا جاتو مونتيكوني                                                        |
| 16 مارس | إشبيلية، إسبانيا ملعب ترابي $25٬000 قرعة المباريات الفردية والزوجية                                                         | إيكاترين جورجودزي فيكتوريا كان 6–3، 6–2                               | ساندرا كليمينشيتس ديناه بفيزينماير                                  | أنيت كونتافيت ريتشل هوجينكامب                                      | أندريا غاميز تيريزا مردجا مارينا ميلنيكوفا جوليا جاتو مونتيكوني                                                        |
| 16 مارس | ريبيراو بريتو، البرازيل ملعب ترابي $10٬000 قرعة المباريات الفردية والزوجية                                                  | فاليريا ستراهوفا 4–6، 7–5، 6–3                                        | فرناندا بريتو                                                       | ناديه بودوروسكا لورا بيجوسي                                        | إيفانيا مارتينيتش كاتارزينا كاوا غوادالوبي بيريز روجاس كارلا لوسيرو                                                    |
| 16 مارس | ريبيراو بريتو، البرازيل ملعب ترابي $10٬000 قرعة المباريات الفردية والزوجية                                                  | إنغريد غامارا مارتينس فاليريا ستراهوفا 6–0، 6–3                       | ميلينا فيريرو كارلا لوسيرو                                          | ناديه بودوروسكا لورا بيجوسي                                        | إيفانيا مارتينيتش كاتارزينا كاوا غوادالوبي بيريز روجاس كارلا لوسيرو                                                    |
| 16 مارس | جيانغمن، الصين ملعب صلب $10٬000 قرعة المباريات الفردية والزوجية                                                             | ليو تشانغ 6–3، 6–0                                                    | هارييت دارت                                                         | كيم نا-ري شو شيلين                                                 | تشان تشين وي جو آيوين تشاو دي فريا كريستي                                                                              |
| 16 مارس | جيانغمن، الصين ملعب صلب $10٬000 قرعة المباريات الفردية والزوجية                                                             | يو إكسياودي جو آيوين 4–6، 7–5، [10–4]                                 | شين يوان يي كيويو                                                   | كيم نا-ري شو شيلين                                                 | تشان تشين وي جو آيوين تشاو دي فريا كريستي                                                                              |
| 16 مارس | شرم الشيخ، مصر ملعب صلب $10،000 قرعة المباريات الفردية والزوجية                                                             | كاتي سوان 6–2، 6–2                                                    | جوليا تيرزيسكا                                                      | أمينات كوشخوفا فيرا لابكو                                          | مارينا هروبا إيكاترينا ياشينا سنيها ديفي ريدي ليزا ماريا موزر                                                          |
| 16 مارس | شرم الشيخ، مصر ملعب صلب $10،000 قرعة المباريات الفردية والزوجية                                                             | علا أبو ذكري كاتيرينا سليوسار 6–2، 6–4                                | إيمي جيبسون كاتي سوان                                               | أمينات كوشخوفا فيرا لابكو                                          | مارينا هروبا إيكاترينا ياشينا سنيها ديفي ريدي ليزا ماريا موزر                                                          |
| 16 مارس | جونيس، فرنسا ملعب ترابي (indoor) $10،000 قرعة المباريات الفردية والزوجية                                                    | أولغا يانتشوك 3–6، 7–5، 6–3                                           | ميكايلا أونتشوفا                                                    | إيفا ميكوفيتش إليزابيتا يانتشوك                                    | سيلفيا نجيريتش ليا تولي آغنيس بوكتا مارين بارتو                                                                        |
| 16 مارس | جونيس، فرنسا ملعب ترابي (indoor) $10،000 قرعة المباريات الفردية والزوجية                                                    | آغنيس بوكتا أوانا جورجيتا سيميون 6–4، 3–6، [10–6]                     | إليزابيتا يانتشوك أولغا يانتشوك                                     | إيفا ميكوفيتش إليزابيتا يانتشوك                                    | سيلفيا نجيريتش ليا تولي آغنيس بوكتا مارين بارتو                                                                        |
| 16 مارس | سولارينو، إيطاليا ملعب صلب $10،000 قرعة المباريات الفردية والزوجية                                                          | دلما جالفي 6–4، 7–6(7–0)                                              | غلوريا ليانغ                                                        | فديريكا بيلاردو دينيز خازانيوك                                     | صوفيا شاباتافا إيدن سيلفا كريستيانا فيراندو إيرينا رامياليسون                                                          |
| 16 مارس | سولارينو، إيطاليا ملعب صلب $10،000 قرعة المباريات الفردية والزوجية                                                          | لورا شايدر يانيكي ويككيرينك 6–4، 2–6، [10–7]                          | أولغا دوروشينا صوفيا شاباتافا                                       | فديريكا بيلاردو دينيز خازانيوك                                     | صوفيا شاباتافا إيدن سيلفا كريستيانا فيراندو إيرينا رامياليسون                                                          |
| 16 مارس | كوفو (ياماناشي)، اليابان ملعب صلب $10،000 قرعة المباريات الفردية والزوجية                                                   | ميكي ميامرا 6–4، 6–2                                                  | أيكو يوشيتومي                                                       | تشياكي أوكاداوي ماكوتو نينوميا                                     | شيو أكيتا ريسا أوشيجيما كاناي هيسامي كيوكا أوكامورا                                                                    |
| 16 مارس | كوفو (ياماناشي)، اليابان ملعب صلب $10،000 قرعة المباريات الفردية والزوجية                                                   | هاروكا كاجي أيكو يوشيتومي 6–2، 6–3                                    | ريكا فوجيوارا أكاري إينووي                                          | تشياكي أوكاداوي ماكوتو نينوميا                                     | شيو أكيتا ريسا أوشيجيما كاناي هيسامي كيوكا أوكامورا                                                                    |
| 16 مارس | أوسلو، النرويج ملعب صلب (داخلي) $10،000 قرعة المباريات الفردية والزوجية                                                     | بيمرا أوزجن 2–6، 6–3، 7–6(7–5)                                        | جوستينا ججيولكا                                                     | يانا فيت ميلاني ستوك                                               | زوزانا لوكناروفا ماريا مارفوتينا أدريانا ليكاج برنيلا منديسوفا                                                         |
| 16 مارس | أوسلو، النرويج ملعب صلب (داخلي) $10،000 قرعة المباريات الفردية والزوجية                                                     | جوستينا ججيولكا إيفا واكانو 6–1، 6–1                                  | يانا فيت أدريانا ليكاج                                              | يانا فيت ميلاني ستوك                                               | زوزانا لوكناروفا ماريا مارفوتينا أدريانا ليكاج برنيلا منديسوفا                                                         |
| 16 مارس | بورت القنطاوي، تونس ملعب صلب $10،000 قرعة المباريات الفردية والزوجية                                                        | ميرتل جورج 6–4، 6–0                                                   | إيزابيلا شنيكوفا                                                    | ناتاشا فورويكلاس إفغينيا ليفاشوفا                                  | كريستينا سانشيز كينتانار ديانا بوزيان ماري بينوا ميهايلا بوزارنيسكو                                                    |
| 16 مارس | بورت القنطاوي، تونس ملعب صلب $10،000 قرعة المباريات الفردية والزوجية                                                        | بريت جويكنز إنغر فان ديكمان 6–2، 6–0                                  | ديانا بوزيان رالوكا شيوفريلا                                        | ناتاشا فورويكلاس إفغينيا ليفاشوفا                                  | كريستينا سانشيز كينتانار ديانا بوزيان ماري بينوا ميهايلا بوزارنيسكو                                                    |
| 16 مارس | أنطاليا، تركيا ملعب صلب $10،000 قرعة المباريات الفردية والزوجية                                                             | أليونا سوتنيكوفا 6–3، 6–3                                             | باربارا هاس                                                         | تيريزا مارتينكوفا دوروتيجا إريك                                    | ألكساندرا نانكاروف إيوانا لوريدانا روسكا آنا كلاسن أرينا سابالينكا                                                     |
| 16 مارس | أنطاليا، تركيا ملعب صلب $10،000 قرعة المباريات الفردية والزوجية                                                             | كريستينا إيني إيوانا لوريدانا روسكا 6–2، 6–3                          | كاميلا كيريمبايفا أليونا سوتنيكوفا                                  | تيريزا مارتينكوفا دوروتيجا إريك                                    | ألكساندرا نانكاروف إيوانا لوريدانا روسكا آنا كلاسن أرينا سابالينكا                                                     |
| 16 مارس | أورلاندو، الولايات المتحدة ملعب ترابي $10،000 قرعة المباريات الفردية والزوجية نسخة محفوظة 2018-06-30 على موقع واي باك مشين. | كلير ليو 6–1، 6–3                                                     | فاني ستولار                                                         | إيرينا خروماتشيفا راڤينا كينجسلي                                   | كايلي ماكينزي أيان برومفيلد ريانا فالديس كاترينا ستيوارت                                                               |
| 16 مارس | أورلاندو، الولايات المتحدة ملعب ترابي $10،000 قرعة المباريات الفردية والزوجية نسخة محفوظة 2018-06-30 على موقع واي باك مشين. | إنغريد نيل فاني ستولار 6–3، 7–6(7–4)                                  | كاتيرينا كرامبيروفا كاترينا ستيوارت                                 | إيرينا خروماتشيفا راڤينا كينجسلي                                   | كايلي ماكينزي أيان برومفيلد ريانا فالديس كاترينا ستيوارت                                                               |
| 23 مارس | بطولة بلوسوم تشوانتشو، الصين ملعب صلب $50،000 فردي – زوجي                                                                   | إليزافيتا كوليتشكوفا 1–6، 7–5، 5–7                                    | يلينا أوستابينكو                                                    | ليو فانجزو ماجدا لينيت                                             | يانغ زاوكسوان إري هوزمي تشانغ كيلين Zhang Ling                                                                         |
| 23 مارس | بطولة بلوسوم تشوانتشو، الصين ملعب صلب $50،000 فردي – زوجي                                                                   | إري هوزمي ماكوتو نينوميا 3–6، 7–6(2–7)، [2–10]                        | هيروكو كواتا جونري ناميجاتا                                         | ليو فانجزو ماجدا لينيت                                             | يانغ زاوكسوان إري هوزمي تشانغ كيلين Zhang Ling                                                                         |
| 23 مارس | بالم هاربور، الولايات المتحدة ملعب ترابي $25،000 قرعة المباريات الفردية والزوجية                                            | كاترينا ستيوارت 1–6، 3–6، 0–2، انسحبت.                                | مارينا زانيفسكا                                                     | ماريا إيروغيين آلي كيك                                             | ريبيكا بيترسون داريا كاساتكينا بياتريس حداد مايا أليكسا جلاتش                                                          |
| 23 مارس | بالم هاربور، الولايات المتحدة ملعب ترابي $25،000 قرعة المباريات الفردية والزوجية                                            | باولا كريستينا غونسالفيس بترا كرجسوفا 2–6، 4–6                        | ماريا إيروغيين باولا أورمايتشيا                                     | ماريا إيروغيين آلي كيك                                             | ريبيكا بيترسون داريا كاساتكينا بياتريس حداد مايا أليكسا جلاتش                                                          |
| 23 مارس | مورنينغتون، أستراليا ملعب ترابي $15،000 قرعة المباريات الفردية والزوجية                                                     | بريسيلا هون 5–7، 3–6، 6–7(4–7)                                        | ساندرا زانيوسكا                                                     | آياكا أوكونو كارولينا ولوداركزاك                                   | زوي هيفز تشياكي أوكاداو جنيفر إيلي أليسون باي                                                                          |
| 23 مارس | مورنينغتون، أستراليا ملعب ترابي $15،000 قرعة المباريات الفردية والزوجية                                                     | بريسيلا هون تامي باترسون 4–6، 6–7(4–7)                                | مانا أيوكاوا آياكا أوكونو                                           | آياكا أوكونو كارولينا ولوداركزاك                                   | زوي هيفز تشياكي أوكاداو جنيفر إيلي أليسون باي                                                                          |
| 23 مارس | بانكوك، تايلاند ملعب صلب $15،000 قرعة المباريات الفردية والزوجية                                                            | جانغ سو جونج 6–2، 6–4                                                 | ميابي إينو                                                          | ناو هيبينو باربورا شتيفكوفا                                        | زوزانا زلوكوفا أكيكو أومي سابينا شاريبوفا أنطونيا لوتنير                                                               |
| 23 مارس | بانكوك، تايلاند ملعب صلب $15،000 قرعة المباريات الفردية والزوجية                                                            | جانغ سو جونج فوجسلافا لوكيتش 6–4، 6–4                                 | شانيل سيموندز إميلي ويبلي سميث                                      | ناو هيبينو باربورا شتيفكوفا                                        | زوزانا زلوكوفا أكيكو أومي سابينا شاريبوفا أنطونيا لوتنير                                                               |
| 23 مارس | ساو جوزيه دو ريو بريتو، البرازيل ملعب ترابي $10،000 قرعة المباريات الفردية والزوجية                                         | كاتارزينا كاوا 7–5، 3–6، 6–4                                          | ناديه بودوروسكا                                                     | فيكتوريا بوثيو كارولينا ألفيس                                      | كارلا لوسيرو ناثالي كوراتا غوادالوبي بيريز روجاس لورا بيجوسي                                                           |
| 23 مارس | ساو جوزيه دو ريو بريتو، البرازيل ملعب ترابي $10،000 قرعة المباريات الفردية والزوجية                                         | آنا فيكتوريا جوبّي مونلاو كونستانزا فيغا 6–3، 3–6، [11–9]              | غوادالوبي بيريز روجاس ناديه بودوروسكا                               | فيكتوريا بوثيو كارولينا ألفيس                                      | كارلا لوسيرو ناثالي كوراتا غوادالوبي بيريز روجاس لورا بيجوسي                                                           |
| 23 مارس | شرم الشيخ، مصر ملعب صلب $10،000 قرعة المباريات الفردية والزوجية                                                             | أمينات كوشخوفا 6–3، 6–0                                               | جوليا تيرزييسكا                                                     | مريم بولكفادزي آنا مورجينا                                         | فيرونيكا كابشاي برندا نيوي ألينا ميخييفا مارغاريتا لازاريفا                                                            |
| 23 مارس | شرم الشيخ، مصر ملعب صلب $10،000 قرعة المباريات الفردية والزوجية                                                             | أرابيلا فرنانديز رابنر لينا جورشيسكا 6–3، 7–6(7–4)                    | آنا مورجينا جوليا تيرزييسكا                                         | مريم بولكفادزي آنا مورجينا                                         | فيرونيكا كابشاي برندا نيوي ألينا ميخييفا مارغاريتا لازاريفا                                                            |
| 23 مارس | لو هافر، فرنسا ملعب ترابي (داخلي) $10،000 قرعة المباريات الفردية والزوجية                                                   | أليس ماتيوكسي 4–6، 6–4، 7–6(7–3)                                      | سيندي برغر                                                          | اليسي ميرتنز تيزيا مورديغر                                         | أناستاسيا روداكوفا إيكاترين جورجودزي بولينا لييكينا إلين بويكينز                                                       |
| 23 مارس | لو هافر، فرنسا ملعب ترابي (داخلي) $10،000 قرعة المباريات الفردية والزوجية                                                   | إيريكا فوغيلسانغ ماندي واجميكر 6–1، 1–6، [10–6]                       | أليس ماتيوكسي مارتينا تريفيسان                                      | اليسي ميرتنز تيزيا مورديغر                                         | أناستاسيا روداكوفا إيكاترين جورجودزي بولينا لييكينا إلين بويكينز                                                       |
| 23 مارس | كاندية، اليونان ملعب صلب $10،000 قرعة المباريات الفردية والزوجية                                                            | ماريا سكاري 6–4، 6–3                                                  | أناستاسيا كوماردينا                                                 | فالنتيني جراماتيكوبولو فيكتوريا كوزموفا                            | ميلانا سبريمو تمارا تشروفيتش دانييلا تشيوبانو كريستينا هربالوفا                                                        |
| 23 مارس | كاندية، اليونان ملعب صلب $10،000 قرعة المباريات الفردية والزوجية                                                            | فالنتيني جراماتيكوبولو أناستاسيا كوماردينا 7–5، 6–2                   | فيكتوريا كوزموفا بيترا روهانوفا                                     | فالنتيني جراماتيكوبولو فيكتوريا كوزموفا                            | ميلانا سبريمو تمارا تشروفيتش دانييلا تشيوبانو كريستينا هربالوفا                                                        |
| 23 مارس | سولارينو، إيطاليا ملعب صلب $10،000 قرعة المباريات الفردية والزوجية                                                          | جويا باربييري 7–6(7–5)، 6–0                                           | فيديريكا بيلاردو                                                    | آنا بوندير ناتاليا فاجدوفا                                         | ليزا سابينو كورينا دينتوني فيديريكا أرسيدجاكونو لورا شايدر                                                             |
| 23 مارس | سولارينو، إيطاليا ملعب صلب $10،000 قرعة المباريات الفردية والزوجية                                                          | فرانشيسكا بالمجيانو ليزا سابينو 6–3، 4–6، [10–3]                      | آنا بوندير أولغا دوروشينا                                           | آنا بوندير ناتاليا فاجدوفا                                         | ليزا سابينو كورينا دينتوني فيديريكا أرسيدجاكونو لورا شايدر                                                             |
| 23 مارس | نيشيتاما، اليابان ملعب صلب $10،000 قرعة المباريات الفردية والزوجية                                                          | شو تشينغ ون 6–3، 3–6، 6–4                                             | كيوكا أوكامورا                                                      | أكاري إينو ناتسومي كوجيمي                                          | ميكي ميامرا شيهو أكيتا ماتشيكا مياجي كوتومي تاكاتا                                                                     |
| 23 مارس | نيشيتاما، اليابان ملعب صلب $10،000 قرعة المباريات الفردية والزوجية                                                          | كيوكا أوكامورا أكيكو يونيمورا 2–6، 6–2، [10–5]                        | كاناي هيسامي كوتومي تاكاتا                                          | أكاري إينو ناتسومي كوجيمي                                          | ميكي ميامرا شيهو أكيتا ماتشيكا مياجي كوتومي تاكاتا                                                                     |
| 23 مارس | ميتبيك، المكسيك ملعب صلب $10،000 قرعة المباريات الفردية والزوجية                                                            | مارسيلا زكرياس 6–4، 7–5                                               | ماريا فرناندا ألفيس                                                 | ألكساندرينا نايدينوفا فيكتوريا مونتيان                             | نادجا جيلكريست براندي مينا فرانشيسكا سيجاريلي فيكتوريا رودريغيز                                                        |
| 23 مارس | ميتبيك، المكسيك ملعب صلب $10،000 قرعة المباريات الفردية والزوجية                                                            | ماريا فرناندا ألفيس كايتلين كريستيان 2–6، 6–1، [15–13]                | فيكتوريا رودريغيز مارسيلا زكرياس                                    | ألكساندرينا نايدينوفا فيكتوريا مونتيان                             | نادجا جيلكريست براندي مينا فرانشيسكا سيجاريلي فيكتوريا رودريغيز                                                        |
| 23 مارس | الكانتاوي، تونس ملعب صلب $10،000 قرعة المباريات الفردية والزوجية                                                            | قالب:بيانات بلد نور ميلاني ستوك 2–6، 6–2، 6–3                         | لو بروليو                                                           | قالب:بيانات بلد بول جوستينا ججيولكا قالب:بيانات بلد بلج ماري بينوا | إيزابيلا شنيكوفا قالب:بيانات بلد إيط أليس بالدوتشي قالب:بيانات بلد روم ديانا بوزيان قالب:بيانات بلد تشيك نينا هولانوفا |
| 23 مارس | الكانتاوي، تونس ملعب صلب $10،000 قرعة المباريات الفردية والزوجية                                                            | كارولين دانيلز قالب:بيانات بلد بول جوستينا ججيولكا 7–5، 5–7، [10–5]   | فاطمة النبهاني إيزابيلا شنيكوفا                                     | قالب:بيانات بلد بول جوستينا ججيولكا قالب:بيانات بلد بلج ماري بينوا | إيزابيلا شنيكوفا قالب:بيانات بلد إيط أليس بالدوتشي قالب:بيانات بلد روم ديانا بوزيان قالب:بيانات بلد تشيك نينا هولانوفا |
| 23 مارس | أنطاليا، تركيا ملعب صلب $10،000 قرعة المباريات الفردية والزوجية                                                             | كارولين روميو 6–3، 7–5                                                | قالب:بيانات بلد روم إيوانا لوريدانا روسكا                           | قالب:بيانات بلد روم كريستينا إيني قالب:بيانات بلد ترك أيلا أكسو    | قالب:بيانات بلد بيل أرينا سابالينكا آنا كلازن قالب:بيانات بلد أوك أليونا سوتنيكوفا قالب:بيانات بلد صرب دوروتيجا إريتش  |
| 23 مارس | أنطاليا، تركيا ملعب صلب $10،000 قرعة المباريات الفردية والزوجية                                                             | قالب:بيانات بلد ترك أَيلا أكسو قالب:بيانات بلد ترك ميليس سيزر 6–2، 6–4 | قالب:بيانات بلد بلج دورين كويبرس قالب:بيانات بلد فن أيميت أوزكاتيجي | قالب:بيانات بلد روم كريستينا إيني قالب:بيانات بلد ترك أيلا أكسو    | قالب:بيانات بلد بيل أرينا سابالينكا آنا كلازن قالب:بيانات بلد أوك أليونا سوتنيكوفا قالب:بيانات بلد صرب دوروتيجا إريتش  |
| 30 مارس | بطولة GDF Suez Seine-et-Marne كرويسي-بوباوبورج، فرنسا ملعب صلب (indoor) $50،000 فردي – زوجي                                 | مارغاريتا غاسباريان 6–3، 6–4                                          | ماتيلد يوهانسون                                                     | يوليا بيجيلزيمير أولجا جوفورتسوفا                                  | فيرجيني رازانو ميرتل جورج كريستينا بليسكوفا ماجدا لينيت                                                                |
| 30 مارس | بطولة GDF Suez Seine-et-Marne كرويسي-بوباوبورج، فرنسا ملعب صلب (indoor) $50،000 فردي – زوجي                                 | جوسلين ري آنا سميث 7–6(7–5)، 7–6(7–2)                                 | جولي كوين ماتيلد يوهانسون                                           | يوليا بيجيلزيمير أولجا جوفورتسوفا                                  | فيرجيني رازانو ميرتل جورج كريستينا بليسكوفا ماجدا لينيت                                                                |
| 30 مارس | حدث Lexus Women's USTA Pro Circuit أوسبري، الولايات المتحدة ملعب ترابي $50،000 فردي – زوجي                                  | أليكسا جلاتش 6–2، 6–7(6–8)، 6–3                                       | ماديسون برينجل                                                      | أنهيلينا كالينينا يفجينيا رودينا                                   | لويزا تشيريكو شيلبي روجرز ايبك سويلو لورا سيجموند                                                                      |
| 30 مارس | حدث Lexus Women's USTA Pro Circuit أوسبري، الولايات المتحدة ملعب ترابي $50،000 فردي – زوجي                                  | أنهيلينا كالينينا ألكسندرا كوراشفيلي 6–1، 6–4                         | فيرونيكا سبيد رويج ماريا إيروغيين                                   | أنهيلينا كالينينا يفجينيا رودينا                                   | لويزا تشيريكو شيلبي روجرز ايبك سويلو لورا سيجموند                                                                      |
| 30 مارس | ملبورن، أستراليا ملعب ترابي $15،000 قرعة المباريات الفردية والزوجية                                                         | زوي هايفز 7–5، 6–2                                                    | سالي بيرز                                                           | جيمي فورليس شيرازاد رياكس                                          | بريسيلا هون كيمبرلي بيريل أليسون باي ديستاني أيافا                                                                     |
| 30 مارس | ملبورن، أستراليا ملعب ترابي $15،000 قرعة المباريات الفردية والزوجية                                                         | بريسيلا هون تامي باترسون 2–6، 6–4، [12–10]                            | أغاتا بارانسكا ساندرا زانيوسكا                                      | جيمي فورليس شيرازاد رياكس                                          | بريسيلا هون كيمبرلي بيريل أليسون باي ديستاني أيافا                                                                     |
| 30 مارس | بانكوك، تايلاند ملعب صلب $15،000 قرعة المباريات الفردية والزوجية                                                            | شانيل سيموندز 7–6(7–4)، 6–3                                           | ميابي إينو                                                          | Zhang Ling فاراتشايا وونجتينتشاي                                   | إريكا سما إميلي ويبلي سميث كاترينا وانكوفا ناو هيبينو                                                                  |
| 30 مارس | بانكوك، تايلاند ملعب صلب $15،000 قرعة المباريات الفردية والزوجية                                                            | ناو هيبينو ميو كاتو 6–4، 6–2                                          | ميابي إينو أكيكو أوماي                                              | Zhang Ling فاراتشايا وونجتينتشاي                                   | إريكا سما إميلي ويبلي سميث كاترينا وانكوفا ناو هيبينو                                                                  |
| 30 مارس | المنامة، البحرين ملعب صلب $10،000 قرعة المباريات الفردية والزوجية                                                           | فاطمة النبهاني 6–4، 7–6(7–2)                                          | فيفيان هايسن                                                        | ياسمين جبافي لورا ديغمان                                           | كاثارينا هيرينغ تينا طهراني كاميلا فوينتيس صدفمهو تاليبوفا                                                             |
| 30 مارس | المنامة، البحرين ملعب صلب $10،000 قرعة المباريات الفردية والزوجية                                                           | فاطمة النبهاني كاميلا فوينتيس 6–2، 7–6(7–3)                           | ستاماتيا فافاليو ياسمين جبافي                                       | ياسمين جبافي لورا ديغمان                                           | كاثارينا هيرينغ تينا طهراني كاميلا فوينتيس صدفمهو تاليبوفا                                                             |
| 30 مارس | شرم الشيخ، مصر ملعب صلب $10،000 قرعة المباريات الفردية والزوجية                                                             | ماريام بولكفادزي 1–6، 4–6                                             | لينا جورشيسكا                                                       | إيكاترينا ياشينا جوليا تيرزيسكا                                    | مارجريتا لازاريفا أرابيلا فرنانديز رابنر يوليا بريزغالوفا أدريانا ليكاج                                                |
| 30 مارس | شرم الشيخ، مصر ملعب صلب $10،000 قرعة المباريات الفردية والزوجية                                                             | لينا جورشيسكا جوليا تيرزيسكا 0–6، 0–6                                 | ويكتوريا كوليك كارولينا سيلوانوفيتش                                 | إيكاترينا ياشينا جوليا تيرزيسكا                                    | مارجريتا لازاريفا أرابيلا فرنانديز رابنر يوليا بريزغالوفا أدريانا ليكاج                                                |
| 30 مارس | هيراكليون، اليونان ملعب صلب $10،000 قرعة المباريات الفردية والزوجية                                                         | ماريا سكاري 2–6، 2–6                                                  | فالنتيني جراماتيكوبولو                                              | آنا زيا فيكتوريا كوزموفا                                           | ساراي ستيرينباخ بربارا بونيتش فيفيان زلاتانوفا كارولين روهدي-مو                                                        |
| 30 مارس | هيراكليون، اليونان ملعب صلب $10،000 قرعة المباريات الفردية والزوجية                                                         | فالنتيني جراماتيكوبولو أناستاسيا كوماردينا 2–6، 3–6                   | بربارا بونيتش تمارا تشروفيتش                                        | آنا زيا فيكتوريا كوزموفا                                           | ساراي ستيرينباخ بربارا بونيتش فيفيان زلاتانوفا كارولين روهدي-مو                                                        |
| 30 مارس | دهرادون، الهند ملعب صلب $10،000 قرعة المباريات الفردية والزوجية                                                             | شو تشينغ ون 6–7(4–7)، 4–6                                             | نونجنادا واناسوك                                                    | دروثي تاتشار فينوجوبال لافينيا تانانتا                             | ميلاني كلافنير برارتانا ثومبار نيدهي شيلومولا برانجالا يادلابالي                                                       |
| 30 مارس | دهرادون، الهند ملعب صلب $10،000 قرعة المباريات الفردية والزوجية                                                             | برارتانا ثومبار نونجنادا واناسوك 0–6، 4–6                             | بريرنا بامبري ريشيكا سانكارا                                        | دروثي تاتشار فينوجوبال لافينيا تانانتا                             | ميلاني كلافنير برارتانا ثومبار نيدهي شيلومولا برانجالا يادلابالي                                                       |
| 30 مارس | بولا، إيطاليا ملعب ترابي $10،000 قرعة المباريات الفردية والزوجية                                                            | جورجيا بريشيا 6–3، 3–6، 6–4                                           | أليس بالدوتشي                                                       | ليلا بارزو ستيفانيا روبيني                                         | كيمبرلي زيمرمان إيرينا ماريا بارا إيفون نويورث ماري ليدوك                                                              |
| 30 مارس | بولا، إيطاليا ملعب ترابي $10،000 قرعة المباريات الفردية والزوجية                                                            | كلوديا جيوفين كيمبرلي زيمرمان 7–6(7–4)، 6–3                           | إيرينا ماريا بارا ليلا بارزو                                        | ليلا بارزو ستيفانيا روبيني                                         | كيمبرلي زيمرمان إيرينا ماريا بارا إيفون نويورث ماري ليدوك                                                              |
| 30 مارس | المنستير، تونس ملعب صلب $10،000 قرعة المباريات الفردية والزوجية                                                             | ميهايلا بوزارنيسكو 6–0، 6–1                                           | لو بروليو                                                           | كارولين دانيلز نوريا باريزاس دياز                                  | جيني كلافي بريت جيكنز أينوا أتشا غوميز ديبورا كيرفس                                                                    |
| 30 مارس | المنستير، تونس ملعب صلب $10،000 قرعة المباريات الفردية والزوجية                                                             | إينيس مورتا ميلاني ستوك 6–1، 7–5                                      | ميهايلا بوزارنيسكو أولينا كيربوت                                    | كارولين دانيلز نوريا باريزاس دياز                                  | جيني كلافي بريت جيكنز أينوا أتشا غوميز ديبورا كيرفس                                                                    |
| 30 مارس | أنطاليا، تركيا ملعب صلب $10،000 قرعة المباريات الفردية والزوجية                                                             | أليونا سوتنيكوفا 6–3، 6–1                                             | كارولين روميو                                                       | بيمرا أوزجن فاندا لوكاش                                            | آنا شكودون مارينا كاتشار ناتاليا فاجدوفا فيفيان يهوفازوفا                                                              |
| 30 مارس | أنطاليا، تركيا ملعب صلب $10،000 قرعة المباريات الفردية والزوجية                                                             | لو جياجينغ أليونا سوتنيكوفا 6–2، 6–0                                  | مارتينا كاتشوتي ماريا ماسيني                                        | بيمرا أوزجن فاندا لوكاش                                            | آنا شكودون مارينا كاتشار ناتاليا فاجدوفا فيفيان يهوفازوفا                                                              |

## الروابط الخارجية
- "10،600 لاعبة، 1135 حدثًا: جولة الاتحاد الدولي لكرة المضرب العالمية للسيدات لعام 2023 بالأرقام". الاتحاد الدولي لكرة المضرب. اطلع عليه بتاريخ 2024-01-02.
- "أجندة جولة الاتحاد الدولي لكرة المضرب العالمية للسيدات". الاتحاد الدولي لكرة المضرب. اطلع عليه بتاريخ 2024-01-02.
- الاتحاد الدولي لكرة المضرب